# Feste Buzice
Die Feste Buzice  befindet sich einen halben Kilometer südwestlich des Dorfes Buzice im Okres Strakonice (Tschechien).

## Geographie
Die Feste Buzice liegt rechtsseitig der Lomnice in einem Wäldchen im Hügelland Blatenská pahorkatina. Sie wurde auf einem niedrigen Felssporn über dem Bach Mračovský potok angelegt. Gegen Südwesten erstreckt sich der 96,34 ha große Teich Buzičký rybník bzw. Řitovíz, mit dem im Jahre 1810 der Mračovský potok kurz vor seiner Mündung in die Lomnice gestaut wurde. Der ältere, am südlichen Fuße des Burghügels gelegene Teich Kalencov (Kalenzow) wurde zu Beginn des 19. Jahrhunderts trockengelegt.

## Geschichte
Über die Entstehung der Feste ist wenig bekannt. Wahrscheinlich war sie bereits seit dem 12. Jahrhundert der Sitz des Vladikengeschlechts Buzický von Buzice. Die erste schriftliche Erwähnung stammt aus dem Jahr 1384, als ein Przyedotha de Buzicz erwähnt wird, der hier seinen Sitz hat. Předota von Buzice ist bis 1412 nachweislich. 1397 wurde sein Bruder Pešík und zwischen 1401 und 1412 dessen Sohn Bušek als Mitbesitzer erwähnt. Weitere Besitzer waren zwischen 1446 und 1480 Jan von Buzice, zwischen 1451 und 1473 Bušek d. Ä. von Buzice und zwischen 1463 und 1498 Bušek d. J. von Buzice. Die Vladiken von Buzice erwarben zudem mehrere verstreute Güter in Süd- und Mittelböhmen. Ihren Stammsitz erwarb 1498 Zdeniek Lev von Rosental, der das Gut Buzice seiner Herrschaft Blatná zuschlug. Die Feste wurde 1527 als wüst bezeichnet.
Zum Ende des 16. Jahrhunderts ließ der Besitzer der Herrschaft Blatná, Wenzel Rozdrazowsky von Rozdrazow, die Feste zum Speicher umbauen.
In den Jahren 1967 und 1968 diente die Feste Buzice als Kulisse für Hynek Bočans Film Čest a sláva.
Derzeit wird das Anwesen als Lagerhalle der Fischer vom Buzičký rybník genutzt und ist dem Verfall überlassen.

## Buzický von Buzice
Die Vladiken Buzický von Buzice gelten als Stammherren der böhmischen Adelsgeschlechter Lev von Rosental, von Waldeck, von Schellenberg und von Hasenburg. Ihr Wappen zierte ursprünglich ein Schweinskopf, der später zum Eberkopf umstilisiert wurde. Außerdem waren sie stammesverwandt mit den Herren von Všenor.

## Anlage
Der älteste Teil der zweiflügeligen Anlage ist ein ruinöser, rechteckiger, viergeschossiger Wohnturm, der wahrscheinlich im 14. Jahrhundert errichtet wurde. Die zweigeschossigen Nord- und Westflügel entstanden zu späterer Zeit. Nach Osten und Süden ist der Innenhof von Mauern und Gräben umgeben.